# Wilhelmine von Hillern
Wilhelmine von Hillern (11 mars 1836 Munich - 15 décembre 1916 Hohenaschau) est une actrice et romancière allemande.

## Biographie
Elle est la fille de la romancière Charlotte Birch-Pfeiffer et de l'écrivain Andreas Christian Birch (de). Elle est élevée à Berlin, devient actrice à Gotha (1854) et épouse l'éminent juriste von Hillern à Fribourg-en-Brisgau en 1857. Son mari est décédé le 8 décembre 1882. Après cela, elle vit principalement à Oberammergau et Tutzing.
Ses principaux romans et nouvelles sont écrits au cours des années 1860 et 1870. L'un d'eux, Höher als die Kirche (Plus haut que l'Église ; un conte de Fribourg-en-Brisgau à l'époque de la Réforme, 1877) est assez connu en Amérique en raison du fait qu'il était fréquemment lu comme un texte par des étudiants d'allemand élémentaire. C'est une œuvre relativement insignifiante, cependant, en aucun cas aussi importante que les romans, Ein Arzt der Seele (Un docteur pour l'âme ; une satire des bas bleus, Berlin 1869), Die Geier-Wally (The Vulture Maiden, Berlin 1875), Und sie kommt doch (L'heure viendra, Berlin 1879) et Ein Blick ins Weite (Croquis de la Forêt-Noire, 1897). Un de ses romans, Only a Girl, est traduit en anglais par Annis Lee Wister en 1870.
Die Geyer-Wally de Von Hillern devient le sujet du dernier et plus réussi opéra du compositeur italien Alfredo Catalani.
Les mémoires et les biographies de Sabine Baring-Gould contiennent des descriptions de première main de von Hillern.